# Argentina ved vinter-OL 1952
Argentina deltog ved Vinter-OL 1952 i Oslo med tolv sportsudøvere, elleve mænd og en kvinde. De otte, herunder den eneste kvinde, deltog i alpint skiløb, mens fire mænd deltog i bobslæde. Argentinas deltagere vandt ingen medaljer, og den bedste placering var en ottende plads i firemands-bobslæde. 